# Sala Consilina
Sala Consilina kisváros (comune) Olaszország Campania régiójában, Salerno megyében, városi rangra 1990-ben emelve.

## Fekvése
A megye keleti részén fekszik. Határai: Atena Lucana, Brienza, Marsico Nuovo, Padula, Sassano és Teggiano. 2006-ban a legveszélyeztetettebb 1-es szeizmológiai övezetbe sorolták.

## Története
A település neve először a Catalogus Baronumban (1150-1168) jelenik meg. Neve valószínűleg a longobárd sala (jelentése udvar) és a latin consilinum (jelentése tanács) szavakból származik. A település területe már az i. e. 5. században lakott volt, erre utal az itt feltárt hatalmas vaskori nekropolisz. A mai település alapítására vonatkozóan nincsenek pontos adatok, valószínűleg az ókori, Totila seregei által elpusztíott Marcellanum lakosai alapították. Aztán normannok uralkodtak felette. 1246-ban II. Frigyes német-római császár, Szicília királya,  majd 1497-ben a spanyolok serege a földdel tette egyenlővé. 19. században nyerte el önállóságát, amikor a Nápolyi Királyságban felszámolták a feudalizmust.

## Népessége
A népesség számának alakulása:

## Főbb látnivalói
- Palazzo Acciaro
- Palazzo Bove
- Palazzo Grammatico
- Palazzo Vannata
- Santa Maria Annunziata-templom (12. sz.)
- Santo Stefano protomartire-templom
- Sant'Anna-templom
- Sant'Eustachio-templom (1130)
- San Pietro-templom
- San Giuseppe-kápolna (1700)